# 24 ur Le Mansa
24 ur Le Mansa (francosko 24 Heures du Mans) je najznamenitejša vsakoletna vzdržljivostna avtomobilska dirka na svetu, ki od leta 1923 poteka na dirkališču Circuit de la Sarthe blizu Le Mansa, departma Sarthe, Francija. Organizator je francoski avtomobilski klub, Automobile Club de l'Ouest (A.C.O). Med letoma 1953 in 1992 je bila dirka del Svetovnega prvenstva športnih dirkalnikov. Od leta 2012 je dirka del Svetovnega vzdržljivostnega prvenstva.

## Zmagovalci
| Leto         | Dirkači                                               | Moštvo                               | Dirkalnik                            | Krogi                                | Razdalja                             |
| ------------ | ----------------------------------------------------- | ------------------------------------ | ------------------------------------ | ------------------------------------ | ------------------------------------ |
| 2025         | Phil Hanson Robert Kubica Jifei Je                    | Ferrari – AF Corse                   | Ferrari 499P                         | 311                                  | 5273,3 km                            |
| 2024         | Antonio Fuoco Miguel Molina Nicklas Nielsen           | Ferrari – AF Corse                   | Ferrari 499P                         | 311                                  | 4237,5 km                            |
| 2023         | James Calado Antonio Giovinazzi Alessandro Pier Guidi | Ferrari – AF Corse                   | Ferrari 499P                         | 342                                  | 4660,1 km                            |
| 2022         | Sébastien Buemi Brendon Hartley Rjo Hirakava          | Toyota Gazoo Racing                  | Toyota GR010 Hybrid                  | 380                                  | 5177,9 km                            |
| 2021         | Mike Conway José María López Kamui Kobajaši           | Toyota Gazoo Racing                  | Toyota GR010 Hybrid                  | 371                                  | 5054,5 km                            |
| 2020         | Sébastien Buemi Brendon Hartley Kazuki Nakadžima      | Toyota Gazoo Racing                  | Toyota TS050 Hybrid                  | 387                                  | 5273,26 km                           |
| 2019         | Sébastien Buemi Fernando Alonso Kazuki Nakadžima      | Toyota Gazoo Racing                  | Toyota TS050 Hybrid                  | 385                                  | 5246,01 km                           |
| 2018         | Sébastien Buemi Fernando Alonso Kazuki Nakadžima      | Toyota Gazoo Racing                  | Toyota TS050 Hybrid                  | 388                                  | 5286,888 km                          |
| 2017         | Timo Bernhard Brendon Hartley Earl Bamber             | Porsche LMP Team                     | Porsche 919 Hybrid                   | 367                                  | 5001,834 km                          |
| 2016         | Romain Dumas Neel Jani Marc Lieb                      | Porsche Team                         | Porsche 919 Hybrid                   | 384                                  | 5233,53 km                           |
| 2015         | Nico Hülkenberg Earl Bamber Nick Tandy                | Porsche Team                         | Porsche 919 Hybrid                   | 395                                  | 5383,46 km                           |
| 2014         | Marcel Fässler André Lotterer Benoît Tréluyer         | Audi Sport Team Joest                | Audi R18 e-tron quattro              | 379                                  | 5165,39 km                           |
| 2013         | Tom Kristensen Allan McNish Loïc Duval                | Audi Sport Team Joest                | Audi R18 e-tron quattro              | 348                                  | 4742,89 km                           |
| 2012         | Marcel Fässler André Lotterer Benoît Tréluyer         | Audi Sport Team Joest                | Audi R18 e-tron quattro              | 378                                  | 5151,76 km                           |
| 2011         | Marcel Fässler André Lotterer Benoît Tréluyer         | Audi Sport Team Joest                | Audi R18 TDI                         | 355                                  | 4838,30 km                           |
| 2010         | Mike Rockenfeller Timo Bernhard Romain Dumas          | Audi Sport North America             | Audi R15 TDI plus                    | 397                                  | 5410,71 km                           |
| 2009         | David Brabham Marc Gené Alexander Wurz                | Peugeot Sport Total                  | Peugeot 908 HDi FAP                  | 382                                  | 5206,28 km                           |
| 2008         | Tom Kristensen Allan McNish Rinaldo Capello           | Audi Sport North America             | Audi R10 TDI                         | 381                                  | 5192,65 km                           |
| 2007         | Frank Biela Emanuele Pirro Marco Werner               | Audi Sport North America             | Audi R10                             | 369                                  | 5036,85 km                           |
| 2006         | Frank Biela Emanuele Pirro Marco Werner               | Audi Sport Team Joest                | Audi R10                             | 380                                  | 5187 km                              |
| 2005         | J.J. Lehto Marco Werner Tom Kristensen                | ADT Champion Racing                  | Audi R8                              | 370                                  | 5050,5 km                            |
| 2004         | Seidži Ara Tom Kristensen Rinaldo Capello             | Audi Sport Japan Team Goh            | Audi R8                              | 379                                  | 5169,9 km                            |
| 2003         | Tom Kristensen Rinaldo Capello Guy Smith              | Team Bentley                         | Bentley Speed 8                      | 377                                  | 5146,05 km                           |
| 2002         | Frank Biela Tom Kristensen Emanuele Pirro             | Audi Sport Team Joest                | Audi R8                              | 375                                  | 5118,75 km                           |
| 2001         | Frank Biela Tom Kristensen Emanuele Pirro             | Audi Sport Team Joest                | Audi R8                              | 321                                  | 4381,65 km                           |
| 2000         | Frank Biela Tom Kristensen Emanuele Pirro             | Audi Sport Team Joest                | Audi R8                              | 368                                  | 5007,99 km                           |
| 1999         | Pierluigi Martini Yannick Dalmas Joachim Winkelhock   | Team BMW Motorsport                  | BMW V12 LMR                          | 365                                  | 4968 km                              |
| 1998         | Laurent Aiello Allan McNish Stéphane Ortelli          | Porsche AG                           | Porsche 911 GT1-98                   | 351                                  | 4773,18 km                           |
| 1997         | Michele Alboreto Stefan Johansson Tom Kristensen      | Joest Racing                         | TWR Porsche WSC-95                   | 361                                  | 4909,6 km                            |
| 1996         | Manuel Reuter Davy Jones Alexander Wurz               | Joest Racing                         | TWR Porsche WSC-95                   | 354                                  | 4814,4 km                            |
| 1995         | Yannick Dalmas J.J. Lehto Masanori Sekija             | Kokusai Kaihatsu Racing              | McLaren F1 GTR                       | 298                                  | 4055,8 km                            |
| 1994         | Yannick Dalmas Hurley Haywood Mauro Baldi             | Le Mans Porsche Team                 | Dauer 962 Le Mans                    | 344                                  | 4678,4 km                            |
| 1993         | Geoff Brabham Christophe Bouchut Eric Hélary          | Peugeot Talbot Sport                 | Peugeot 905 Evo 1B                   | 375                                  | 5100 km                              |
| 1992         | Derek Warwick Yannick Dalmas Mark Blundell            | Peugeot Talbot Sport                 | Peugeot 905 Evo 1B                   | 352                                  | 4787,2 km                            |
| 1991         | Volker Weidler Johnny Herbert Bertrand Gachot         | Mazdaspeed Co, Ltd,                  | Mazda 787B                           | 362                                  | 4922,81 km                           |
| 1990         | John Nielsen Price Cobb Martin Brundle                | Silk Cut Jaguar (TWR)                | Jaguar XJR-12                        | 359                                  | 4882,4 km                            |
| 1989         | Jochen Mass Manuel Reuter Stanley Dickens             | Team Sauber Mercedes                 | Sauber C9-Mercedes-Benz              | 389                                  | 5265,115 km                          |
| 1988         | Jan Lammers Johnny Dumfries Andy Wallace              | Silk Cut Jaguar (TWR)                | Jaguar XJR-9LM                       | 394                                  | 5332,97 km                           |
| 1987         | Derek Bell Hans-Joachim Stuck Al Holbert              | Rothmans Porsche AG                  | Porsche 962C                         | 354                                  | 4791,9 km                            |
| 1986         | Derek Bell Hans-Joachim Stuck Al Holbert              | Rothmans Porsche AG                  | Porsche 962C                         | 367                                  | 4972,731 km                          |
| 1985         | Klaus Ludwig Paolo Barilla Louis Krages               | Joest Racing                         | Porsche 956                          | 373                                  | 5088,507 km                          |
| 1984         | Klaus Ludwig Henri Pescarolo                          | Joest Racing                         | Porsche 956                          | 359                                  | 4900,276 km                          |
| 1983         | Vern Schuppan Al Holbert Hurley Haywood               | Rothmans Porsche                     | Porsche 956                          | 370                                  | 5047,934 km                          |
| 1982         | Jacky Ickx Derek Bell                                 | Rothmans Porsche System              | Porsche 956                          | 359                                  | 4899,086 km                          |
| 1981         | Jacky Ickx Derek Bell                                 | Porsche System                       | Porsche 936                          | 354                                  | 4825,348 km                          |
| 1980         | Jean Rondeau Jean-Pierre Jaussaud                     | Jean Rondeau                         | Rondeau M379B-Ford Cosworth          | 338                                  | 4608,02 km                           |
| 1979         | Klaus Ludwig Bill Whittington Don Whittington         | Porsche Kremer Racing                | Porsche 935 K3                       | 307                                  | 4173,93 km                           |
| 1978         | Jean-Pierre Jaussaud Didier Pironi                    | Renault Sport                        | Renault Alpine A442B                 | 369                                  | 5044,53 km                           |
| 1977         | Jacky Ickx Hurley Haywood Jürgen Barth                | Martini Racing Porsche System        | Porsche 936                          | 342                                  | 4671,83 km                           |
| 1976         | Jacky Ickx Gijs van Lennep                            | Martini Racing Porsche System        | Porsche 936                          | 349                                  | 4769,923 km                          |
| 1975         | Jacky Ickx Derek Bell                                 | Gulf Research Racing Co,             | Mirage GR8-Ford Cosworth             | 336                                  | 4594,577 km                          |
| 1974         | Henri Pescarolo Gérard Larrousse                      | Equipe Gitanes                       | Matra Simca MS670C                   | 337                                  | 4606,571 km                          |
| 1973         | Henri Pescarolo Gérard Larrousse                      | Equipe Matra-Simca Shell             | Matra Simca MS670B                   | 355                                  | 4853,945 km                          |
| 1972         | Henri Pescarolo Graham Hill                           | Equipe Matra-Simca Shell             | Matra Simca MS670                    | 344                                  | 4691,343 km                          |
| 1971         | Helmut Marko Gijs van Lennep                          | Martini Racing Team                  | Porsche 917K                         | 397                                  | 5335,313 km                          |
| 1970         | Hans Herrmann Richard Attwood                         | Porsche KG Salzburg                  | Porsche 917K                         | 343                                  | 4607,81 km                           |
| 1969         | Jacky Ickx Jackie Oliver                              | John Wyer Automotive Engineering     | Ford GT40 Mk, I                      | 372                                  | 4997,88 km                           |
| 1968         | Pedro Rodriguez Lucien Bianchi                        | John Wyer Automotive Engineering     | Ford GT40 Mk, I                      | 331                                  | 4452,88 km                           |
| 1967         | Dan Gurney A,J, Foyt                                  | Shelby-American Inc,                 | Ford GT40 Mk, IV                     | 388                                  | 5232,9 km                            |
| 1966         | Bruce McLaren Chris Amon                              | Shelby-American Inc,                 | Ford GT40 Mk, II                     | 360                                  | 4843,09 km                           |
| 1965         | Jochen Rindt Masten Gregory                           | North American Racing Team (NART)    | Ferrari 250LM                        | 348                                  | 4677,11 km                           |
| 1964         | Jean Guichet Nino Vaccarella                          | SpA Ferrari SEFAC                    | Ferrari 275P                         | 349                                  | 4695,31 km                           |
| 1963         | Ludovico Scarfiotti Lorenzo Bandini                   | SpA Ferrari SEFAC                    | Ferrari 250P                         | 339                                  | 4561,71 km                           |
| 1962         | Olivier Gendebien Phil Hill                           | SpA Ferrari SEFAC                    | Ferrari 330 TRI/LM Spyder            | 331                                  | 4451,255 km                          |
| 1961         | Olivier Gendebien Phil Hill                           | Scuderia Ferrari                     | Ferrari 250 TRI/61                   | 333                                  | 4476,58 km                           |
| 1960         | Olivier Gendebien Paul Frere                          | Scuderia Ferrari                     | Ferrari 250 TR59/60                  | 314                                  | 4217,527 km                          |
| 1959         | Carroll Shelby Roy Salvadori                          | David Brown Racing Dept,             | Aston Martin DBR1                    | 323                                  | 4347,9 km                            |
| 1958         | Olivier Gendebien Phil Hill                           | Scuderia Ferrari                     | Ferrari 250 TR58                     | 305                                  | 4101,926 km                          |
| 1957         | Ron Flockhart Ivor Bueb                               | Ecurie Ecosse                        | Jaguar D-Type                        | 327                                  | 4397,108 km                          |
| 1956         | Ron Flockhart Ninian Sanderson                        | Ecurie Ecosse                        | Jaguar D-Type                        | 300                                  | 4034,939 km                          |
| 1955         | Mike Hawthorn Ivor Bueb                               | Jaguar Cars Ltd,                     | Jaguar D-Type                        | 307                                  | 4135,38 km                           |
| 1954         | José Froilán González Maurice Trintignant             | Scuderia Ferrari                     | Ferrari 375 Plus                     | 302                                  | 4061,15 km                           |
| 1953         | Tony Rolt Duncan Hamilton                             | Jaguar Cars Ltd,                     | Jaguar C-Type                        | 304                                  | 4088,064 km                          |
| 1952         | Hermann Lang Fritz Riess                              | Daimler-Benz A,G,                    | Mercedes-Benz 300SL                  | 277                                  | 3733,839 km                          |
| 1951         | Peter Walker Peter Whitehead                          | Peter Walker                         | Jaguar XK-120C                       | 267                                  | 3611,193 km                          |
| 1950         | Louis Rosier Jean-Louis Rosier                        | Louis Rosier                         | Talbot-Lago T26 Grand Sport          | 256                                  | 3465,12 km                           |
| 1949         | Luigi Chinetti Peter Mitchell-Thomson                 | Lord Selsdon                         | Ferrari 166MM                        | 235                                  | 3178,299 km                          |
| 1948 do 1940 | Druga svetovna vojna                                  | Druga svetovna vojna                 | Druga svetovna vojna                 | Druga svetovna vojna                 | Druga svetovna vojna                 |
| 1939         | Jean-Pierre Wimille Pierre Veyron                     | Jean-Pierre Wimille                  | Bugatti Type 57S Tank                | 248                                  | 3354,76 km                           |
| 1938         | Eugene Chaboud Jean Trémoulet                         | Eugene Chaboud / Jean Trémoulet      | Delahaye 135CS                       | 235                                  | 3180,94 km                           |
| 1937         | Jean-Pierre Wimille Robert Benoist                    | Roger Labric                         | Bugatti Type 57G Tank                | 243                                  | 3287,938 km                          |
| 1936         | Zaradi stavke delavcev ni bilo dirke                  | Zaradi stavke delavcev ni bilo dirke | Zaradi stavke delavcev ni bilo dirke | Zaradi stavke delavcev ni bilo dirke | Zaradi stavke delavcev ni bilo dirke |
| 1935         | Johnny Hindmarsh Luis Fontés                          | Arthur W, Fox / Charles Nichol       | Lagonda M45R Rapide                  | 222                                  | 3006,797 km                          |
| 1934         | Luigi Chinetti Philippe Étancelin                     | Luigi Chinetti / Philippe Étancelin  | Alfa Romeo 8C 2300                   | 213                                  | 2886,938 km                          |
| 1933         | Raymond Sommer Tazio Nuvolari                         | Soc, Anon, Alfa Romeo                | Alfa Romeo 8C 2300                   | 233                                  | 3144,038 km                          |
| 1932         | Raymond Sommer Luigi Chinetti                         | Raymond Sommer                       | Alfa Romeo 8C 2300                   | 218                                  | 2954,038 km                          |
| 1931         | Earl Howe Henry Birkin                                | Earl Howe                            | Alfa Romeo 8C 2300                   | 184                                  | 3017,654 km                          |
| 1930         | Woolf Barnato Glen Kidston                            | Bentley Motors Ltd,                  | Bentley Speed Six                    | 179                                  | 2930,663 km                          |
| 1929         | Woolf Barnato Henry Birkin                            | Bentley Motors Ltd,                  | Bentley Speed Six                    | 174                                  | 2843,83 km                           |
| 1928         | Woolf Barnato Bernard Rubin                           | Bentley Motors Ltd,                  | Bentley 41 Litre                     | 154                                  | 2669,272 km                          |
| 1927         | Dudley Benjafield Sammy Davis                         | Bentley Motors Ltd,                  | Bentley 3 Litre Super Sport          | 137                                  | 2369,807 km                          |
| 1926         | Robert Bloch André Rossignol                          | brez imena                           | Lorraine-Dietrich B3-6               | 147                                  | 2552,414 km                          |
| 1925         | Gérard de Courcelles André Rossignol                  | brez imena                           | Lorraine-Dietrich B3-6               | 129                                  | 2233,982 km                          |
| 1924         | John Duff Frank Clement                               | Duff & Aldington                     | Bentley 3 Litre Sport                | 120                                  | 2077,341 km                          |
| 1923         | André Lagache René Léonard                            | brez imena                           | Chenard et Walker Sport              | 128                                  | 2209,536 km                          |

## Rekordi

### Največ zmag med dirkači
| Poz | Dirkač            | Zmage | Leta                                                 |
| --- | ----------------- | ----- | ---------------------------------------------------- |
| 1   | Tom Kristensen    | 9     | 1997, 2000, 2001, 2002, 2003, 2004, 2005, 2008, 2013 |
| 2   | Jacky Ickx        | 6     | 1969, 1975, 1976, 1977, 1981, 1982                   |
| 3   | Derek Bell        | 5     | 1975, 1981, 1982, 1986, 1987                         |
| 3   | Frank Biela       | 5     | 2000, 2001, 2002, 2006, 2007                         |
| 3   | Emanuele Pirro    | 5     | 2000, 2001, 2002, 2006, 2007                         |
| 6   | Olivier Gendebien | 4     | 1958, 1960, 1961, 1962                               |
| 6   | Henri Pescarolo   | 4     | 1972, 1973, 1974, 1984                               |
| 6   | Yannick Dalmas    | 4     | 1991, 1994, 1995, 1999                               |
| 6   | Sébastien Buemi   | 4     | 2018, 2019, 2020, 2022                               |

### Največ zaporednih zmag med dirkači
| Poz | Dirkač            | Zmage | Leta        |
| --- | ----------------- | ----- | ----------- |
| 1   | Tom Kristensen    | 6     | 2000 - 2005 |
| 2   | Woolf Barnato     | 3     | 1928 - 1930 |
| 2   | Olivier Gendebien | 3     | 1960 - 1962 |
| 2   | Henri Pescarolo   | 3     | 1972 - 1974 |
| 2   | Jacky Ickx        | 3     | 1975 - 1977 |
| 2   | Emanuele Pirro    | 3     | 2000 - 2002 |
| 2   | Frank Biela       | 3     | 2000 - 2002 |
| 2   | Marco Werner      | 3     | 2005 - 2007 |
| 2   | Kazuki Nakadžima  | 3     | 2018 - 2020 |
| 2   | Sébastien Buemi   | 3     | 2018 - 2020 |

### Zmage dirkačev po državah
| Država                     | Zmage | Dirkači |
| -------------------------- | ----- | ------- |
| Združeno kraljestvo        | 46    | 35      |
| Francija                   | 42    | 28      |
| Nemčija                    | 31    | 18      |
| Italija                    | 21    | 14      |
| ZDA                        | 19    | 13      |
| Belgija                    | 13    | 5       |
| Danska                     | 11    | 3       |
| Švica                      | 8     | 3       |
| Japonska                   | 7     | 5       |
| Nova Zelandija             | 7     | 4       |
| Avstralija                 | 4     | 4       |
| Avstrija                   | 4     | 3       |
| Španija                    | 4     | 3       |
| Nizozemska                 | 3     | 2       |
| Argentina                  | 2     | 2       |
| Švedska                    | 2     | 2       |
| Finska                     | 2     | 1       |
| Kanada                     | 1     | 1       |
| Ljudska republika Kitajska | 1     | 1       |
| Mehika                     | 1     | 1       |
| Monako                     | 1     | 1       |
| Poljska                    | 1     | 1       |

### Največ zmag med moštvi
| Poz | Moštvo            | Zmage | Leta |
| --- | ----------------- | ----- | --- |
| 1   | Porsche           | 19    | 1970, 1971, 1976, 1977, 1979, 1981, 1982, 1983, 1984, 1985, 1986, 1987, 1994, 1996, 1997, 1998, 2015, 2016, 2017 |
| 2   | Audi              | 13    | 2000, 2001, 2002, 2004, 2005, 2006, 2007, 2008, 2010, 2011, 2012, 2013, 2014                                     |
| 3   | Ferrari           | 12    | 1949, 1954, 1958, 1960, 1961, 1962, 1963, 1964, 1965, 2023, 2024, 2025                                           |
| 4   | Jaguar            | 7     | 1951, 1953, 1955, 1956, 1957, 1988, 1990                                                                         |
| 5   | Bentley           | 6     | 1924, 1927, 1928, 1929, 1930, 2003                                                                               |
| 6   | Toyota            | 5     | 2018, 2019, 2020, 2021, 2022                                                                                     |
| 7   | Alfa Romeo        | 4     | 1931, 1932, 1933, 1934                                                                                           |
| 7   | Ford              | 4     | 1966, 1967, 1968, 1969                                                                                           |
| 9   | Matra-Simca       | 3     | 1972, 1973, 1974                                                                                                 |
| 9   | Peugeot           | 3     | 1992, 1993, 2009                                                                                                 |
| 11  | Lorraine-Dietrich | 2     | 1925, 1926 |
| 11  | Bugatti           | 2     | 1937, 1939 |
| 11  | Mercedes-Benz     | 2     | 1952, 1989 |
| 14  | Chenard & Walcker | 1     | 1923 |
| 14  | Lagonda           | 1     | 1935 |
| 14  | Delahaye          | 1     | 1938 |
| 14  | Talbot-Lago       | 1     | 1950 |
| 14  | Aston Martin      | 1     | 1959 |
| 14  | Mirage            | 1     | 1975 |
| 14  | Renault-Alpine    | 1     | 1978 |
| 14  | Rondeau           | 1     | 1980 |
| 14  | Mazda             | 1     | 1991 |
| 14  | McLaren           | 1     | 1995 |
| 14  | BMW               | 1     | 1999 |

### Največ zaporednih zmag med moštvi
| Poz | Moštvo            | Zmage | Leta        |
| --- | ----------------- | ----- | ----------- |
| 1   | Porsche           | 7     | 1981 - 1987 |
| 2   | Ferrari           | 6     | 1960 - 1965 |
| 3   | Audi              | 5     | 2004 - 2008 |
| 3   | Audi              | 5     | 2010 - 2014 |
| 3   | Toyota            | 5     | 2018 - 2022 |
| 5   | Bentley           | 4     | 1927 - 1930 |
| 5   | Alfa Romeo        | 4     | 1931 - 1934 |
| 5   | Ford              | 4     | 1966 - 1969 |
| 8   | Jaguar            | 3     | 1955 - 1957 |
| 8   | Matra-Simca       | 3     | 1972 - 1974 |
| 8   | Porsche           | 3     | 1996 - 1998 |
| 8   | Audi              | 3     | 2000 - 2002 |
| 8   | Porsche           | 3     | 2015 - 2017 |
| 8   | Ferrari           | 3     | 2023 - 2025 |
| 13  | Lorraine-Dietrich | 2     | 1925 - 1926 |
| 13  | Porsche           | 2     | 1970 - 1971 |
| 13  | Porsche           | 2     | 1976 - 1977 |
| 13  | Peugeot           | 2     | 1992 - 1993 |